# Tudományos Könyvkiadó
Tudományos Könyvkiadó – Az 1948-ban létrehozott Állami Könyvkiadóból 1951-ben Tudományos és Tankönyvkiadó néven kivált, majd még abban az évben önállósult romániai szakkönyvkiadó, 1990-ben szűnt meg.

## Magyar részleg
Magyar részlegének központja szintén Bukarestben volt, de végig működött Kolozsváron (és időnként Temesváron is) magyar szerkesztősége vagy szerkesztője. A magyar osztály vezetője az induláskor Robotos Pál volt, az osztály munkáját azonban zömmel a kolozsvári szerkesztőség végezte, ahol Salamon László főszerkesztő és Kiss Jenő főszerkesztő-helyettes mellett Bajor Andor, majd Hajós József, Szeghő Dénes, Szopos Sándor, Balázs Edit, Bocskói Viktor, Fodor (Fischer) Ernő, Pollák Ödön mint belső szerkesztők, Császár Károly mint korrektor, Tóth Samu mint a műszaki osztály vezetője dolgoztak.

## Magyar nyelvű kiadványai
Az első években a Tudományos Könyvkiadó magyarul legnagyobb számban a mezőgazdaság és az állattenyésztés, valamint az orvostudomány és egészségügy tárgykörébe eső kiadványokat jelentetett meg: 1951-ben a 6 műből 4, 1952-ben az 56 műből 38, 1953-ban a 35 műből 20 sorolható ide. A kiadványok jelentős része a gazdasági rendszer átalakításával kapcsolatos tájékoztató brosúra volt (ide sorolható a fenti két csoportba tartozó kiadványok egy része és szinte teljes egészében a közgazdasági és politikai témakörbe tartozó kötetek), de volt ezeknek az éveknek a termésében néhány önálló és a szakmai igényeknek is megfelelő mű: a Gyümölcstermesztés 400 oldalas kézikönyve (Veress István és munkatársai, 1953), Kósa Barna, Kovács Béla, Lazányi Endre, Mózes Pál, Nyárády Antal, Palocsay Rudolf, Tukacs Imre, illetve Haranghy László és Klein Dezső szakkönyvei, valamint a filozófiai irodalmat képviselő néhány mű, a sorozatindító Korai görög materialisták (Bodor András és Szabó György fordításában, 1952) és Hajós József gondozásában Kiss Mihály válogatott filozófiai írásai (1953). Mellettük Palkó Attila kötete érdemel említést (Győz a villamosság. 1953). A politikai irodalmat Robotos Imre tanulmánykötete képviseli.
1953-ban kivált belőle magyar szerkesztőséggel a Mezőgazdasági és Erdészeti Állami Kiadó, 1954-ben a Román Akadémia Könyvkiadója, a Közgazdasági és Jogi Könyvkiadó, a Technikai Könyvkiadó; az orvosi szakirodalom körébe eső műveket vállalta az Editura Medicală, ami az össz-címszám zuhanásszerű csökkenését is megmagyarázza: 1954-ben már csak 9 mű, 1955-ben 9 mű viseli az emblémáját. Az 1957–58-as évek kiugróan magas címszáma (40, ill. 25 mű) után az 1959-es évben megint csak 5 művet jelentetnek meg, hogy az 1960-as években átlagban évi 12 kötetnél stabilizálódjék a Tudományos Könyvkiadó magyar könyvtermése.
Az 1970-es években – az egész romániai könyvkiadást érintő átszervezésben – a Tudományos Könyvkiadó új nevet (Tudományos és Enciklopédia Könyvkiadó) kapott. Ebben az időszakban néhány alacsony eredményű (1973-ban és 1977-ben 2–2 cím) és egy kiemelkedő (1974-ben 10 cím) év után az 1980-as évekre egyetlen főre csökken a Tudományos Könyvkiadó magyar részlege, s a Kolozsváron dolgozó Sztranyiczki Mihálynak nem csak az évi 3–4 kiadvány szerkesztését, hanem az erdélyi nyomdák felé a kiadó itt készülő román kiadványaival kapcsolatos napi teendőket is végeznie kell. Ennek ismeretében értékelhető, hogy ez idő alatt jelenik meg új kiadásban Kelemen Béla román–magyar középszótára, Váczy Kálmán ötnyelvű botanikai szótára (1980) és Szász Lőrinc Román–magyar frazeológiai szótára, Vöő István Román–magyar közmondásszótára (mindkettő 1984-ben), Benedek Zoltán, Csűrös István, Csűrös László, Fodor Ferenc, Kiss Zoltán, Korodi Gál János, László József, Szabó István, Vasas Samu, Veress Éva természettudományi, Herecz Gábor, Orbán László, Selinger Sándor és Schwartz Róbert műszaki tudományi munkája, Szilágyi István egészségügyi ismeretterjesztő kötete, Máté Gábor Lukács György filozófiáját elemző könyve, Fodor Katalin lélektani tárgykörű kötete.
1990-ben aztán – egy orvostudományi és egy biológiai tárgyú kötettel (szerzőik Szilágyi István, ill. Csűrös László) – megszűnik a magyar nyelvű állami tudományos könyvkiadás, sőt maga a Tudományos Könyvkiadó is.